# Лесогорка (Хмельницкая область)
Лесогорка (укр. Лісогірка) — село в Городокском районе Хмельницкой области Украины.
Население по переписи 2001 года составляло 850 человек. Почтовый индекс — 32053. Телефонный код — 3251.

## История
В 1945 г. Указом Президиума ВС УССР село Людвиполь переименовано в Лесогорку.

## Местный совет
32053, Хмельницкая обл., Городокский р-н, с. Лесогорка, переул. Школьный, 6